# Столкновение в аэропорту Гуанчжоу
Столкновение в аэропорту Гуанчжоу — крупная авиационная катастрофа, произошедшая во вторник 2 октября 1990 года в старом международном аэропорту Гуанчжоу-Байюнь (Гуанчжоу, Китай). Угнанный террористом авиалайнер Boeing 737-200 авиакомпании Xiamen Airlines (рейс MF8301 Сямынь—Гуанчжоу) при выполнении аварийной посадки врезался в Boeing 757-21B авиакомпании China Southern Airlines (рейс CZ3523 Гуанчжоу—Шанхай) и задел Boeing 707-3J6B авиакомпании China Southwest Airlines (рейс SZ4305 Чэнду—Гуанчжоу), в результате чего 737-й и 757-й полностью разрушились. В катастрофе погибли 128 человек (82 на Boeing 737 и 46 на Boeing 757), ранения получили 53 человека (18 на Boeing 737, 34 на Boeing 757 и 1 на Boeing 707).
Это самый смертоносный угон самолёта в XX веке, крупнейшая авиакатастрофа в Китае (на тот момент) и первая катастрофа в истории самолёта Boeing 757.

## Сведения о самолётах

### Boeing 737
Boeing 737-200 (регистрационный номер B-2510, заводской 23189, серийный 1072) был выпущен в 1984 году и свой первый полёт совершил 7 декабря. 28 декабря того же года с б/н N241WA был передан авиакомпании Western Airlines. 1 января 1985 года был куплен авиакомпанией Xiamen Airlines и получил бортовой номер B-2510. Оснащён двумя турбовентиляторными двигателями Pratt & Whitney JT8D-17A.

#### Угон 12 мая 1988 года
До катастрофы в аэропорту Гуанчжоу этот самолёт уже угоняли. 12 мая 1988 года борт B-2510 выполнял пассажирский рейс из Сямыня в Гуанчжоу, когда его захватили два угонщика и потребовали лететь в Китайскую Республику. Однако в тот раз требования были выполнены и после посадки в Тайбэе угонщики сдались. Никто из находившихся на борту самолёта 118 человек (11 членов экипажа и 107 пассажиров (включая угонщиков)) не погиб.

### Boeing 757
Boeing 757-21B (регистрационный номер B-2812, заводской 24758, серийный 282) был выпущен в 1990 году и свой первый полёт совершил 26 апреля. 16 мая того же года был передан авиакомпании China Southern Airlines. Оснащён двумя турбовентиляторными двигателями Rolls-Royce RB211-535E4.

### Boeing 707
Boeing 707-3J6B (регистрационный номер B-2402, заводской 20714, серийный 869) был выпущен в 1973 году и свой первый полёт совершил 16 июля. 23 августа того же года был передан Главному управлению гражданской авиации Китая (CAAC). 26 ноября 1988 года, после реорганизации CAAC, был куплен авиакомпанией China Southwest Airlines. Оснащён четырьмя турбовентиляторными двигателями Pratt & Whitney JT3D-7.

## Хронология событий

### Угон рейса 8301
Boeing 737-200 борт B-2510 авиакомпании Xiamen Airlines выполнял внутренний рейс MF8301 из Сямыня в Гуанчжоу. Вылет был произведён в 06:57 CST, на его борту находились 9 членов экипажа и 93 пассажира.
Вскоре после вылета один из пассажиров в 16 ряду встал и подошёл к кабине экипажа. В руках он держал цветы, поэтому охранники пропустили его в кабину, посчитав, что тот хочет совершить подарок пилотам в честь проходившего в стране Праздника середины осени. Проникнув в кабину, пассажир распахнул куртку и показал находящиеся у него на груди 7 килограммов взрывчатки. Затем он выгнал всех из кабины, за исключением командира экипажа (КВС) Цэнь Лунъюй (англ. Cen Longyu, кит. 岑隆裕), и приказал ему лететь в Тайбэй (Китайская Республика). Однако КВС (по неустановленным причинам) не подчинился указаниям угонщика и продолжил лететь по направлению к Гуанчжоу, хотя Тайбэй был ближе. После этого связь с рейсом 8301 прекратилась.
Когда угонщик потребовал приземлиться в любом аэропорту за пределами Китая, командир ответил ему, что авиатоплива хватит только до Гонконга. Авиадиспетчеры разрешили совершить посадку в Гонконге для дозаправки, однако угонщик был против этого. Пытаясь сбить угонщика с толку, КВС стал летать вокруг Гуанчжоу. Однако когда авиатоплива оставалось совсем немного, КВС был вынужден совершить аварийную посадку в старом аэропорту Гуанчжоу-Байюнь.

### Катастрофа
В 09:04 CST при выполнении посадки, за несколько секунд до касания ВПП, угонщик понял, что его обманули и набросился на командира; завязалась драка, в результате чего КВС потерял управление самолётом. Приземлившись с превышением скорости, неуправляемый рейс MF8301, следуя с севера на юг, уклонился вправо, врезался правым крылом в стоящий Boeing 707-3J6B борт B-2402 авиакомпании China Southwest Airlines (выполнивший рейс SZ4305 из Чэнду) и разрушил верхнюю часть кабины экипажа, ранив находившегося в ней пилота. Продолжая следовать дальше, рейс MF8301 врезался в среднюю часть фюзеляжа (в районе центрального топливного бака) Boeing 757-21B борт B-2812 авиакомпании China Southern Airlines (рейс CZ3523), который ожидал разрешения на занятие исполнительного старта перед вылетом в Шанхай и на борту которого находились 12 членов экипажа и 112 пассажиров. От удара 737-й перевернулся «на спину» и полностью разрушился, а 757-й охватил пожар, после которого лайнер разрушился на две части.
В результате катастрофы на месте погибли 120 человек, позже ещё 8 скончались в больницах. На борту 737-го погибли 82 человека — 7 членов экипажа и 75 пассажиров, включая угонщика и КВС. На борту 757-го погибли 46 пассажиров. Единственный находившийся на борту 707-го пилот выжил. Среди погибших на борту 737-го оказались 1 американка, 30 жителей Китайской Республики и 3 жителя Гонконга, среди погибших на борту 757-го — 8 жителей Китайской Республики.
Всего в катастрофе погибли 128 человек, что на момент событий делало её по числу жертв крупнейшей авиакатастрофой в Китае (после катастроф под Гуйлинем в 1992 году и под Сианем в 1994 году — третья) и самым смертоносным угоном самолёта (до терактов 11 сентября 2001 года). Также это первая катастрофа в истории Boeing 757.

## Личность угонщика
По найденным в кармане погибшего угонщика документам была установлена его личность. Им оказался ранее судимый (в сентябре 1988 года за грабёж) 21-летний Цзян Сяофэн (англ. Jiang Xiaofeng, кит. трад. 蒋小峰, упр. 蔣小峰, пиньинь Jiăng Xiăofēng), родившийся 11 августа 1969 года в округе Линли (провинция Хунань), где работал агентом по закупкам. 13 июля он похитил 17 000 юаней ($ 3600 по курсу 1990 года) из кассы собственной компании, за что был объявлен в местный розыск. В данном случае Цзян пытался найти политическое убежище в Китайской Республике.
Также было выяснено, что взрывчатка, которой он угрожал экипажу рейса 8301, оказалась муляжом.